# Hermann Josef Baum
Hermann Josef Baum (Kerpen, 10 mei 1927 - Keulen, 29 juli 2009) was een Duits beeldend kunstenaar.
Baum experimenteerde zowel met abstracte als figuratieve stijlen. In de 1950er en 1960er jaren ontwikkelde hij zijn, door veel verschillende stromingen beïnvloede, mengstijl met zowel abstracte als figuratieve elementen.
In de late jaren vijftig maakte hij opvallende expressieve, figuratieve schilderijen. In de jaren zeventig maakte hij bitumen-beelden, abstracte, kosmische  landschappen in reliëf, waarvoor Baum zand, stenen, bitumen en verf verwerkte. In de jaren tachtig was hij vooral figuratief werkzaam en produceerde schilderijen, gebaseerd op de Griekse mythologie, o.a. een serie „Eros en Thanatos“. In de jaren negentig liet hij zich, in weer abstracter werk, inspireren door Heraclitus's uitspraak Panta rhei (Alles vloeit).
Tegelijk met dit schilderkunstig werk produceerde Baum ook veel grafische kunst van allerlei soort.
Daarnaast is Baum bekend geworden als ontwerper van glasramen voor met name kerken. Eén van zijn ontwerpen is in Taiwan uitgevoerd, maar verder zijn vooral glasramen naar Baums ontwerp gerealiseerd te Keulen en omstreken.
In 1988 onthulde Ignatz Bubis een door Baum ontworpen, en in diens geboorteplaats Kerpen gerealiseerd gedenkteken voor de slachtoffers van de holocaust. Het heeft de vorm van een kapotgeslagen davidster.
H. J. Baum is zijn leven lang zeer aan zijn geboortestadje Kerpen verknocht geweest. In 1996 richtte de gemeente Kerpen een aan Baum gewijd museum op. De kunstenaar zelf schonk het museum 176 van zijn werken, en in 2007 nog eens vijftig. Het „Museum H. J. Baum“ documenteert alle fasen in Baums artistieke loopbaan, en bezit van alle soorten werk, die hij maakte, voorbeelden of ontwerpen.

## Levensloop
Baum groeide op te Kerpen in het Rijnland. Als jongeman kreeg hij kort na de Tweede Wereldoorlog een baan bij het gemeentebestuur. Zijn chef merkte, dat hij groot artistiek talent had, en stelde hem in staat, aan de Kunstacademie Düsseldorf te studeren.
Daarna was Baum vele jaren lang actief als zelfstandig werkend graficus. Van 1978 tot aan zijn emeritaat in 1992 was hij professor in diverse disciplines, die met communicatie-wetenschappen in verband staan, aan een hogeschool te Keulen, de Katholische Hochschule Nordrhein-Westfalen. Baum had een atelier bij zijn woning te Keulen, waar hij in 2009 overleed.

## Exposities

### Solo-exposities
- 1961 en 2007 te Keulen
- 1963 te Brussel
- 1964 te Den Haag
- 1968 te Berliin
- 1969 te Freiburg im Breisgau
- 1971, 1987 en 1992 te Kerpen
- 1973 te Bonn
- 1979 te Stuttgart
- 1981 te Rheine
- 1988 te Brauweiler

### Deelname aan groepstentoonstellingen
- 1984 te Seoul (Zuid-Korea)
- 1986 te Rome

Veel privé-collectioneurs en musea bezitten werk van H.J. Baum.

## Onderscheidingen
- Cultuurprijs van de Erftkreis (1992)
- Bundesverdienstkreuz am Bande (16 juli 1998)
- Rheinlandtaler (2008)